# 八十二銀行
株式会社八十二銀行（はちじゅうにぎんこう、英: The Hachijuni Bank,Ltd.）は、長野県長野市に本店を置く地方銀行。

## 概要
長野県を営業地盤とし、長野県及び長野市等35市町村（2013年時点）が指定金融機関としている。
信用格付けはS&Pから「A」、格付投資情報センターから「A+」、日本格付研究所から「AA」をそれぞれ付与されている（2019年4月末時点）。
2022年9月28日、長野銀行との経営統合について基本合意、各取締役会において決議したと発表。2023年6月1日に八十二銀行を完全親会社、長野銀行を完全子会社とする株式交換を行い経営統合した。2025年度をめどに、両行が合併する。合併後の行名は心機一転を図るべく、新しい名称の検討を行っていた。
2023年12月15日、2026年1月に長野銀行を吸収合併し、八十二長野銀行に改称すると発表した。

## 沿革
前身行の沿革
- 1877年（明治10年）10月10日 - 第十九国立銀行設立。本店は小県郡上田町（現：上田市）に置く。資本金は10万円。頭取は早川重右衛門[9]。
- 1878年（明治11年）10月28日 - 第六十三国立銀行設立。本店は埴科郡松代町（現：長野市）に置く。資本金は10万円。頭取は吉池文之助[9]。
- 1893年（明治26年）12月1日 - 第六十三国立銀行が松代大火等で経営危機に陥り、更級郡稲荷山町（現：千曲市）に本店を置く稲荷山銀行の支援を得て同行と合併。本店を稲荷山町に移転（この当時の本店建物は今も現存している）。
- 1897年（明治30年）
  - 3月1日 - 第十九国立銀行が普通銀行に転換し、第十九銀行と改称。
  - 7月1日 - 第六十三国立銀行が普通銀行に転換し、六十三銀行と改称。

八十二銀行の沿革
- 1931年（昭和6年）8月1日 - それまで県下最大の金融機関であった信濃銀行が整理されることになった。その影響を受け、同年6月10日に六十三銀行と第十九銀行が合併[10]し、各行の名称合計値（63+19=82）を行名とした八十二銀行が誕生した[注 1][11]。初代頭取に小林暢（貴族院多額納税者議員）が就任[12]。
- 1943年（昭和18年）
  - 3月 - 上伊那銀行、佐久銀行、信州銀行の営業譲渡を受ける。
  - 9月 - 長野貯蓄銀行の営業譲渡を受ける。
  - 11月 - 上田殖産銀行の営業譲渡を受ける。
  - 12月 - 飯田銀行を合併。
- 1953年（昭和28年）9月25日 - 昭和28年台風第13号により信州新町で土砂災害が発生。新町支店が埋没[13]。
- 1969年（昭和44年）9月 - 本店を長野市中御所岡田町の現在地に移転。
- 1982年（昭和57年）8月2日 - ディーシーカードと共同で八十二ディーシーカードを設立[14]。
- 1991年（平成3年）8月1日 - 行名ロゴ変更、四角形4個のシンボルマーク制定。
- 2001年（平成13年）5月14日 - 破綻した新潟中央銀行の長野県内店舗および直江津支店（新潟県上越市）の営業を譲受。
- 2002年（平成14年）
  - 3月 - じゅうだん会システム稼働開始。
  - 8月5日 - 破綻した上田商工信用組合の一部店舗の営業を譲受。
- 2005年（平成17年）8月1日 - 長野県内の東京スター銀行ATMにおいて、八十二銀行預金口座の引き出しが有料化。
- 2006年（平成18年）4月 - アルプス証券を完全子会社化。翌年9月には八十二証券に商号変更。
- 2010年（平成22年）4月1日 - 長野県下信用金庫6金庫と提携し、個人カードでのATM相互間出金手数料無料提携「ぐるっと信州ネット」を開始。
- 2013年（平成25年）
  - 6月21日 - 湯本昭一常務が頭取に昇格。山浦愛幸頭取は代表権のある会長に退く[15]。
  - 9月9日 - 東邦銀行とATM相互無料開放を開始（東日本大震災・福島第一原子力発電所事故による長野県内避難者支援）。
- 2014年（平成26年）1月28日 - 地域再生や活性化を目的に全国8つの地銀との広域連携を発表。
- 2015年（平成27年）
  - 8月3日 - 群馬銀行とATM提携を開始。
  - 10月27日 - 株式交換によって八十二信用保証を完全子会社化[16]。
- 2019年（令和元年）11月15日 - 八十二リース、八十二カードの完全子会社化方針を発表[17]。
- 2021年（令和3年）4月19日 - ローソン銀行の「即時口座決済サービス」に参加。これにより、ローソン銀行ATMで八十二銀行の口座から「au PAY」にチャージができるようになる[18][19]。
- 2022年（令和4年）9月28日 ‐ 2023年6月1日を目途に八十二銀行を完全親会社、長野銀行を完全子会社として経営統合すると発表[20]。
- 2023年（令和5年）
  - 6月1日 - 長野銀行と経営統合[5]。
  - 12月15日 - 2026年1月に長野銀行を吸収合併し、八十二長野銀行に改称すると発表[8]。
- 2025年（令和7年）
  - 3月27日 - 静岡銀行・山梨中央銀行との3行で業務提携（富士山・アルプス アライアンス）を締結[21]。

## 店舗
国内151店舗・海外1店舗を有する。
長野県内各地のほか関東地方（群馬県・埼玉県・東京都）、新潟県、東海地方（岐阜県・愛知県）、関西（大阪市）と香港に支店を展開している。中華人民共和国上海市とシンガポール、タイ王国バンコクに駐在員事務所を持つ。
- 国内
  - 長野県 - 本支店122、出張所9、ローンプラザ4、82プラザ8

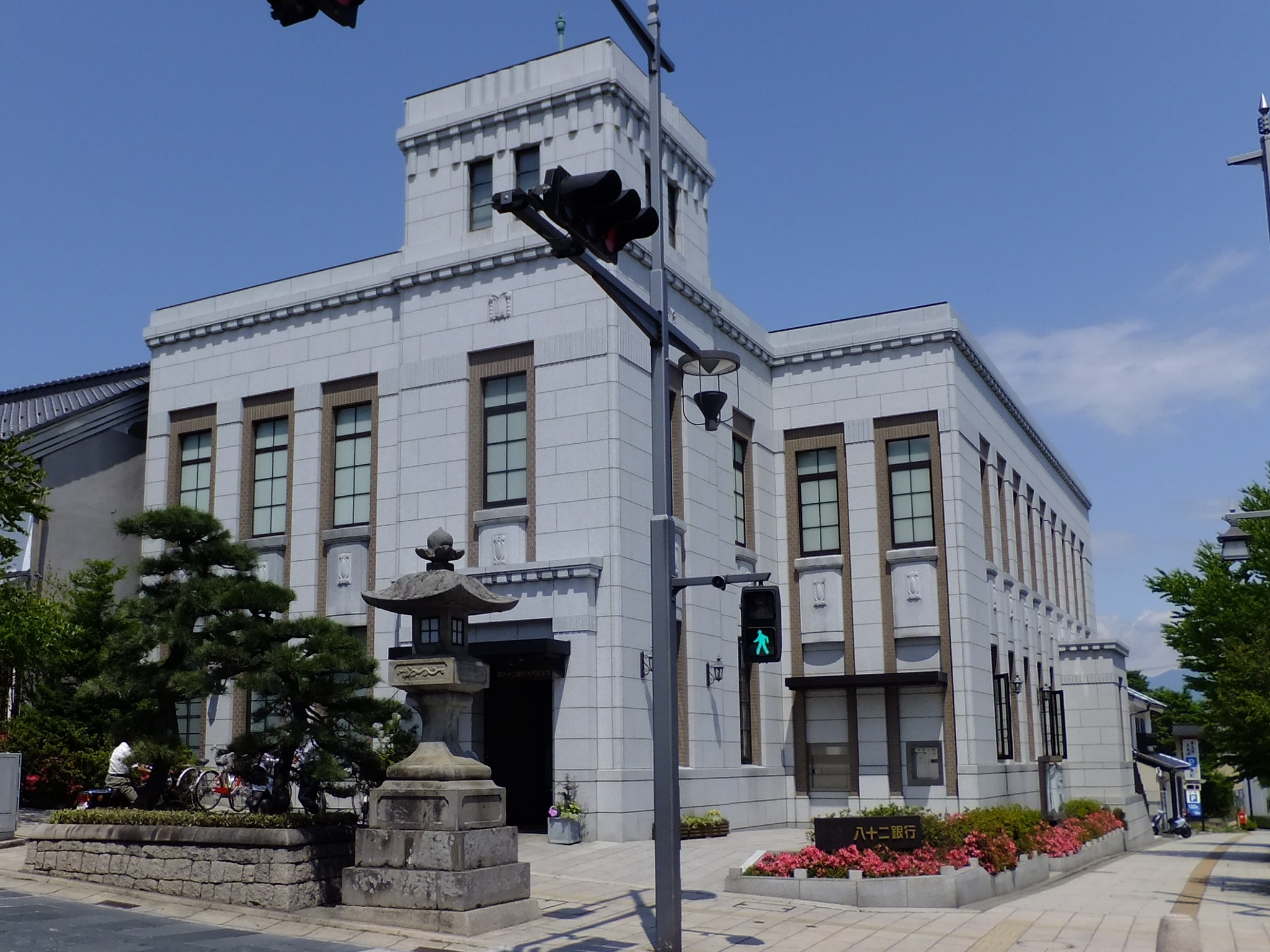
大門町支店（長野市）
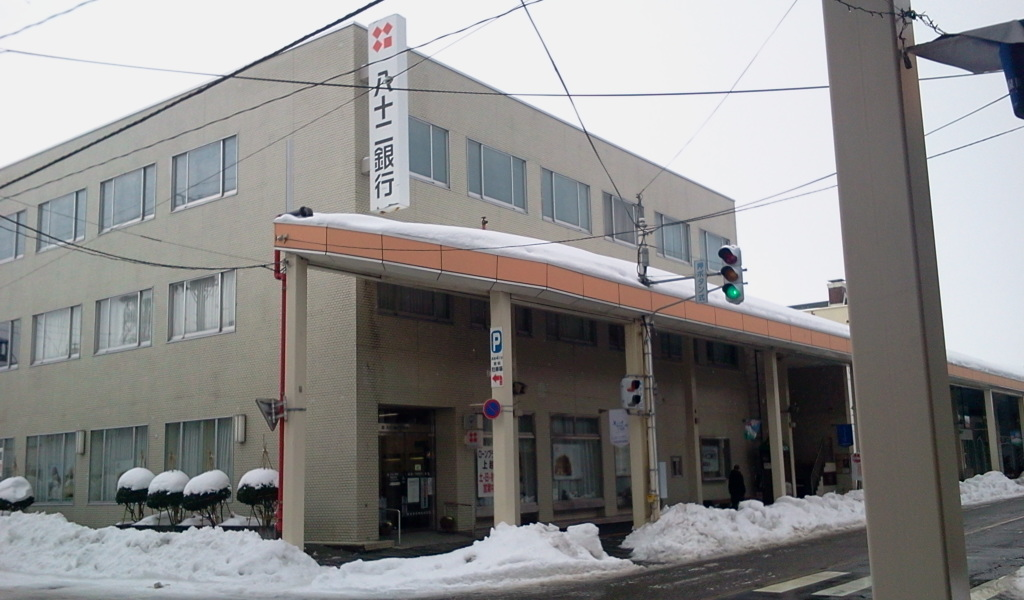
高田支店（新潟県上越市）

  - 新潟県 - 支店4、ローンプラザ1
  - 東京都 - 支店6
  - 埼玉県 - 支店5
  - 群馬県 - 支店2
  - 愛知県 - 支店1
  - 岐阜県 - 支店1
  - 大阪府 - 支店1
- 海外
  - 香港支店

- 大門町支店（長野市）
- 高田支店（新潟県上越市）

## 全国地銀との連携
2014年（平成26年）1月28日、八十二銀行は、北海道銀行（北海道）、七十七銀行（宮城県）、千葉銀行（千葉県）、静岡銀行（静岡県）、京都銀行（京都府）、広島銀行（広島県）、伊予銀行（愛媛県）、福岡銀行（福岡県）との間で、連携および協力することを発表した。この連携は各行が有する情報・ネットワークを活用し、新たな価値を共創することで地域経済の再生および活性化を目的としており、具体的な連携策として、各行による協調融資や取引先企業のM&A（合併・買収）での協力などが想定されている。
一部報道では、この連携が地銀再編のきっかけになる可能性が指摘されている。

## 情報処理システム
八十二銀における情報処理システムは、CIFを基礎に預金、貸出金、為替、日計などを統合した総合オンラインシステムを自行で開発。1971年（昭和46年）4月、長野と大町の支店において稼働が開始され、1975年（昭和50年）3月、全店でのオンライン化が完了した。さらに1979年（昭和54年）4月には、外国為替システムを開発したほか、1983年（昭和58年）4月には公共債の窓口販売及び、金地金の販売業務をオンライン化している。その後、銀行のオンラインシステムが社会インフラストラクチャーとして安定運行を求められたことや、ATM等の稼働延長も強く求められた状況に鑑み、1984年（昭和59年）5月、行内に次期オンライン推進委員会が設置された。
1986年（昭和61年）3月には、次期システムの共同開発で琉球銀行との間で調印に至り、1989年1月の稼働を目指し構築に入るが、稼働直前の最終確認テスト時に予期せぬ不安定要因が見つかった為、稼働を約4か月遅らせるなどの曲折を経て、1989年（平成元年）5月8日、勘定系、情報系、対外接続系の3システムから成る「新総合オンラインシステム」が稼働を開始した。
琉球銀と開発にあたった新システムは、効率的なシステムの開発や運用を求める地銀界の動きを背景に、1993年（平成5年）10月に親和銀行、翌年5月に山形銀行、2000年（平成12年）5月には関東銀行、2001年（平成13年）1月に宮崎銀行と次々に採用された。これらシステム導入行の頭取会の席上、システムの共同開発や運用による経費・投資の削減は前向きに取り組まなければならない経営課題であるとの認識が共有され、「六行システム研究会」が発足した。この六行会では、システム共同化で基本合意に至ったほか、基幹システムにのみならず、広範囲なシステムについても共同で開発にあたる方針が打ち出された。なおこの会は、2000年7月の関東銀の加盟を期に当時の茅野実八十二銀頭取の発案でじゅうだん会と命名された。
じゅうだん会による共同版システムは、八十二銀の基幹システムをベースとし同行が開発にあたり、システムの運用管理及びアプリケーションの保守作業は日本IBMが担い、勘定系、情報系のほか営業店端末、ATMシステム、本部業務システム、インターネットバンキングなどが対象とされた。2002年（平成14年）3月には、八十二銀で稼働が開始され、その後加盟各行において順次稼働が開始された。
2015年5月、営業活動の支援を目的に、iPadを使ったモバイルシステムの稼働を開始している。

## ATM提携
ATMでは、東邦銀行（福島県）、長野県下信用金庫6金庫（長野・松本・上田・諏訪・飯田・アルプス中央の各信金）のキャッシュカード（ぐるっと信州ネット）による出金については自行扱いとなる。東邦銀行との相互間は法人カードも対象。群馬銀行とも提携している。
コンビニATMはローソンATM・セブン銀行と提携しているほか、イオングループのショッピングセンター等設置のイオン銀行とも提携している。
残高照会は曜日や時間帯に関係なく無料だが、セブン銀行での入出金及びイオン銀行での出金では利用手数料が必ず課金される。ローソンATMについては、2011年（平成23年）6月1日付けで利用される地域によって手数料が改定され、県内及び県外に分かれて異なる手数料（長野県内での利用：終日有料、長野県外での利用：これまで通り、入金は終日無料・出金は平日日中のみ無料）が適用される。

## 関連会社

### 連結子会社
- 八十二ビジネスサービス株式会社
- 八十二スタッフサービス株式会社
- 八十二証券株式会社
- やまびこ債権回収株式会社
- 八十二リース株式会社
- 株式会社八十二カード
- 八十二信用保証株式会社
- 八十二システム開発株式会社
- 八十二キャピタル株式会社
- 八十二オートリース株式会社
- 株式会社長野銀行